# De Widde Meuln
De Widde Meuln (De Witte Molen) is een korenmolen aan de Boltweg 16 bij het Damsterdiep in het Groninger gehucht Boltklap bij het dorp Ten Boer.

## Geschiedenis
De molen werd in 1839 als pelmolen gebouwd van gele bakstenen en later ook van maalstenen voorzien. Nadat de molen in 1935 op windkracht buiten bedrijf werd gesteld, werden wieken, kap en stelling verwijderd. Wel werd er nog enkele decennia lang op motorkracht met de molen gemalen. Al in de jaren zeventig van de twintigste eeuw waren er plannen voor algehele restauratie, maar pas in 2005 slaagde men er in de molen weer van een kap te voorzien, in 2006 gevolgd door een nieuw gevlucht en binnenwerk. De molen is als korenmolen met twee 16der (doorsnede 140 cm) koppels kunststenen maalvaardig en herbergt tevens een expositie over molens in het algemeen en De Widde Meuln in het bijzonder. De molen wordt elke woensdag en zaterdag door vrijwilligers in bedrijf gesteld.

## Beschrijving
Het gevlucht is Oud-Hollands. De gelaste roeden zijn 20,40 m lang en in 2006 gemaakt door de fabrikant Vaags. De buitenroede heeft als nummer 127 en de binnenroede 126. De kap draait op een voeghouten kruiwerk voor het op de wind zetten van de wieken.
De gietijzeren bovenas uit 1868 met nummer 0565 is van de fabrikant De Prins van Oranje.
De molen wordt met behulp van een wipstok gevangen (geremd) met een stalen bandvang. De vangbalk heeft een duim.
Het maalgoed wordt opgeluid (opgehesen) en afgeschoten (laten zakken) door een kammenluiwerk.

## Restauraties
Van 1992 tot en met 2002 werd door vrijwilligers gewerkt aan de restauratie. In 2004 heeft de firma Vaags de stelling aangebracht. De restauratie is uiteindelijk voltooid in 2006.

## Overbrengingen
- De overbrengingsverhouding is 1 : 6,25.
- Het bovenwiel heeft 60 kammen en de bovenbonkelaar heeft 31 kammen. De koningsspil draait hierdoor 1,94 keer sneller dan de bovenas.
- Het spoorwiel heeft 84 kammen en de steenrondsels 26 staven. Het steenrondsel draait hierdoor 3,23 keer sneller dan de koningsspil en 6,25 keer sneller dan de bovenas.

## Eigenaren
- 1839-1845: Jan van der Heide en Arend Cornelis Pot
- 2003-2009: Stichting Widde Meuln
- 2010-heden: Stichting Het Groninger Landschap